# Nyctemera macklotti
Nyctemera macklotti là một loài bướm đêm thuộc phân họ Arctiinae, họ Erebidae.